# Эль-Уатки, Яссин
Яссин Эль-Уатки (фр. Yassine El Ouatki; род. 10 ноября 1998) — французский футболист, полузащитник шведского «Варберга».

## Клубная карьера
Является воспитанником академии французского «Гавра». После ухода оттуда некоторое время выступал за молодёжную команду «Руана». В 2017 году присоединился ко второй команде «Пари Сен-Жермен», выступающем в Насьонале 3, пятом по силе французском дивизионе. В его составе провёл три с половиной сезона. За это время принял участие в 57 матчах и забил два мяча.
3 марта 2023 года перешёл в шведский «Варберг», с которым подписал контракт, рассчитанный на три с половиной года. Первую игру за новый клуб провёл 6 марта в игре группового этапа кубка страны против АИК, появившись на поле в середине второго тайма. 3 апреля во встрече с «Мьельбю» дебютировал в чемпионате Швеции, заменив на 65-й минуте Робина Транберга.

## Клубная статистика
| Выступление      | Выступление      | Выступление      | Лига | Лига | Кубки | Кубки | Конт. кубки | Конт. кубки | Итого | Итого |
| Клуб             | Лига             | Сезон            | Игры | Голы | Игры  | Голы  | Игры        | Голы        | Игры  | Голы  |
| ---------------- | ---------------- | ---------------- | ---- | ---- | ----- | ----- | ----------- | ----------- | ----- | ----- |
| ПСЖ II           | Насьональ 3      | 2019/20          | 15   | 2    | 0     | 0     | 0           | 0           | 15    | 2     |
| ПСЖ II           | Насьональ 3      | 2020/21          | 6    | 0    | 0     | 0     | 0           | 0           | 6     | 0     |
| ПСЖ II           | Насьональ 3      | 2021/22          | 24   | 0    | 0     | 0     | 0           | 0           | 24    | 0     |
| ПСЖ II           | Насьональ 3      | 2022/23          | 12   | 0    | 0     | 0     | 0           | 0           | 12    | 0     |
| ПСЖ II           | Итого            | Итого            | 57   | 2    | 0     | 0     | 0           | 0           | 57    | 2     |
| Варберг          | Алльсвенскан     | 2023             | 18   | 0    | 2     | 0     | 0           | 0           | 20    | 0     |
| Варберг          | Итого            | Итого            | 18   | 0    | 2     | 0     | 0           | 0           | 20    | 0     |
| Всего за карьеру | Всего за карьеру | Всего за карьеру | 75   | 2    | 2     | 0     | 0           | 0           | 77    | 2     |